# Världsmästerskapen i skidskytte 2024
Världsmästerskapen i skidskytte 2024 arrangerades mellan den 7 och 18 februari 2024 i Nové Město na Moravě i Tjeckien.
Mästerskapen omfattade tolv tävlingar i skidskytte: sprint, jaktstart, masstart, distans och stafett för damer respektive herrar, samt mix- och singelmixstafett.

## Medaljöversikt och resultat

### Damer
| Tävling            | Guld                                                                         | Guld             | Silver                                                       | Silver       | Brons                                                                      | Brons         |
| ------------------ | ---------------------------------------------------------------------------- | ---------------- | ------------------------------------------------------------ | ------------ | -------------------------------------------------------------------------- | ------------- |
| Sprint (7,5 km)    | Julia Simon Frankrike                                                        | 20.07,5 (0)      | Justine Braisaz-Bouchet Frankrike                            | +4,9 (1)     | Lou Jeanmonnot Frankrike                                                   | +40,8 (1)     |
| Jaktstart (10 km)  | Julia Simon Frankrike                                                        | 29.54,8 (1)      | Lisa Vittozzi Italien                                        | +46,3 (1)    | Justine Braisaz-Bouchet Frankrike                                          | +49,3 (4)     |
| Distans (15 km)    | Lisa Vittozzi Italien                                                        | 40.02,9 (0)      | Janina Hettich-Walz Tyskland                                 | +20,5 (0)    | Julia Simon Frankrike                                                      | +29,6 (1)     |
| Stafett (4 × 6 km) | Frankrike Lou Jeanmonnot Sophie Chauveau Justine Braisaz-Bouchet Julia Simon | 1:15.00,8 (2+11) | Sverige Anna Magnusson Linn Persson Hanna Öberg Elvira Öberg | +38,3 (1+12) | Tyskland Janina Hettich-Walz Selina Grotian Vanessa Voigt Sophia Schneider | +1.14,2 (0+9) |
| Masstart (12,5 km) | Justine Braisaz-Bouchet Frankrike                                            | 34.37,2 (0)      | Lisa Vittozzi Italien                                        | +31,2 (0)    | Lou Jeanmonnot Frankrike                                                   | +56,7 (1)     |

### Herrar
| Tävling              | Guld                                                                      | Guld            | Silver                                                                              | Silver       | Brons                                                                        | Brons        |
| -------------------- | ------------------------------------------------------------------------- | --------------- | ----------------------------------------------------------------------------------- | ------------ | ---------------------------------------------------------------------------- | ------------ |
| Sprint (10 km)       | Sturla Holm Lægreid Norge                                                 | 25.23,9 (0)     | Johannes Thingnes Bø Norge                                                          | +3,5 (1)     | Vetle Sjåstad Christiansen Norge                                             | +18,6 (1)    |
| Jaktstart (12,5 km)  | Johannes Thingnes Bø Norge                                                | 32.36,9 (3)     | Sturla Holm Lægreid Norge                                                           | +28,7 (2)    | Vetle Sjåstad Christiansen Norge                                             | +38,5 (3)    |
| Distans (20 km)      | Johannes Thingnes Bø Norge                                                | 45.49,0 (1)     | Tarjei Bø Norge                                                                     | +58,9 (1)    | Benedikt Doll Tyskland                                                       | +1.53,3 (1)  |
| Stafett (4 × 7,5 km) | Sverige Viktor Brandt Jesper Nelin Martin Ponsiluoma Sebastian Samuelsson | 1:16.22,6 (0+9) | Norge Sturla Holm Lægreid Tarjei Bø Johannes Thingnes Bø Vetle Sjåstad Christiansen | +11,8 (4+11) | Frankrike Éric Perrot Fabien Claude Émilien Jacquelin Quentin Fillon Maillet | +12,8 (3+13) |
| Masstart (15 km)     | Johannes Thingnes Bø Norge                                                | 34.50,2 (1)     | Andrejs Rastorgujevs Lettland                                                       | +15,1 (0)    | Quentin Fillon Maillet Frankrike                                             | +33,0 (1)    |

### Mixade lag
| Tävling                 | Guld                                                                             | Guld            | Silver                                                                           | Silver      | Brons                                                                   | Brons          |
| ----------------------- | -------------------------------------------------------------------------------- | --------------- | -------------------------------------------------------------------------------- | ----------- | ----------------------------------------------------------------------- | -------------- |
| Mixedstafett (4 × 6 km) | Frankrike Éric Perrot Quentin Fillon Maillet Justine Braisaz-Bouchet Julia Simon | 1:09.24,4 (1+9) | Norge Tarjei Bø Johannes Thingnes Bø Karoline Knotten Ingrid Landmark Tandrevold | +45,2 (0+8) | Sverige Sebastian Samuelsson Martin Ponsiluoma Hanna Öberg Elvira Öberg | +1.01,7 (0+10) |
| Singelmixedstafett      | Frankrike Quentin Fillon Maillet Lou Jeanmonnot                                  | 36.21,7 (0+3)   | Italien Tommaso Giacomel Lisa Vittozzi                                           | +24,6 (0+5) | Norge Johannes Thingnes Bø Ingrid Landmark Tandrevold                   | +27,4 (1+7)    |

## Medaljliga
| Pl.                   | Nation                | Guld | Silver | Brons | Totalt |
| --------------------- | --------------------- | ---- | ------ | ----- | ------ |
| 1                     | Frankrike             | 6    | 1      | 6     | 13     |
| 2                     | Norge                 | 4    | 5      | 3     | 12     |
| 3                     | Italien               | 1    | 2      | 0     | 3      |
| 4                     | Sverige               | 1    | 1      | 1     | 3      |
| 5                     | Tyskland              | 0    | 1      | 2     | 3      |
| 6                     | Lettland              | 0    | 1      | 0     | 1      |
| Totalt antal medaljer | Totalt antal medaljer | 12   | 12     | 12    | 36     |